# Indicatoarele rutiere din România
În România, indicatoarele, marcajele rutiere și semafoarele cad sub incidența Ordonanței de Urgență 195 din 12 decembrie 2002 și a Standardului Românesc 1848 din 23 decembrie 2011.
Acestea se conformă cu normele indicatoarelor europene, țara fiind semnatară Convenției asupra Traficului Rutier de la Viena (1968) și a Acordului European (1971).

## Indicatoarele rutiere (semnele de circulație)

### Indicatoare de avertizare

A1 Curbă la stânga
A2 Curbă la dreapta
A3 Curbă dublă sau o succesiune de mai mult de două curbe, prima la stânga
A4 Curbă dublă sau o succesiune de mai mult de două curbe, prima la dreapta
A5 Curbă deosebit de periculoasă
A6 Panouri succesive pentru curbe deosebit de periculoase
A7 Coborâre periculoasă
A8 Urcare cu înclinare mare
A9 Drum îngustat pe ambele părți
A10 Drum îngustat pe partea dreaptă
A11 Drum îngustat pe partea stângă
A12 Acostament periculos
A13 Drum aglomerat
A14 Tunel
A15 Pod mobil
A16 Ieșire spre un chei sau mal abrupt
A17 Drum cu denivelări
A18 Denivelare pentru limitarea vitezei
A19 Drum lunecos
A20 Împroșcare cu pietriș
A21 Căderi de pietre
A22 Presemnalizare trecere pietoni
A23 Copii
A24 Bicicliști
A25 Animale
A26 Animale
A27 Lucrări
A28 Semafoare
A29 Aeroport
A30 Vânt lateral
A31 Circulație în ambele sensuri
A32 Alte pericole
A33 Accident
A34 Intersecție de drumuri
A35 Intersecție cu un drum fără prioritate
A36 Intersecție cu un drum fără prioritate
A37 Intersecție cu un drum fără prioritate
A38 Intersecție cu un drum fără prioritate (decalate)
A39 Intersecție cu un drum fără prioritate (decalate)
A40 Presemnalizare intersecție cu sens giratoriu
A41 Trecere la nivel cu o cale ferată cu bariere sau semibariere
A42 Trecere la nivel cu o cale ferată fără bariere
A43 Trecere la nivel cu linii de tramvai
A44 Panouri suplimentare pentru trecerea la nivel cu o cale ferată
A45 Panouri suplimentare la nodurile rutiere de pe autostrăzi
A46-47 Baliză direcțională care indică ocolirea obstaculului prin stânga/dreapta
A48 Baliză bidirecțională
A49 Trecere la nivel cu o cale ferată simplă, fără bariere
A50 Trecere la nivel cu o cale ferată dublă, fără bariere
A51 Trecere la nivel cu o cale ferată simplă, fără bariere
A52 Trecere la nivel cu o cale ferată dublă, fără bariere
A53 Mașini și utiliaje agricole
A54 Presemnalizarea unei amenajări rutiere care oferă și posibilitatea întoarcerii vehiculelor
A55 Zonă cu risc ridicat de accidente

### Indicatoare de prioritate
| Indicatorul | Semnificația                             | Explicația                                                                                             |
|             | Cedează trecerea                         | Semnifică cedarea trecerii pentru participanții la trafic de pe drumul prioritar.                      |
|             | Oprire                                   | Semnifică oprirea totală a circulației rutiere, amplasat la intrarea într-un drum prioritar.           |
|             | Drum cu prioritate                       | Indică sectorul de drum cu prioritate.                                                                 |
|             | Sfârșitul drumului cu prioritate         | Indică ieșirea din sectorul de drum cu prioritate.                                                     |
|             | Prioritate de circulație din sens invers | Indică prioritatea vehiculelor din sens opus (invers) pentru cele adresate participantului la trafic.  |
|             | Prioritate față de trafic din sens opus  | Indică prioritatea vehiculelor din sens opus (invers) față de cele adresate participantului la trafic. |

### Indicatoarele de interzicere
Indicatoarele de restricționare sau interzicere sunt adesea un cerc alb, cu marginea roșie, și cu simboluri și inscripții diverse. Excepție sunt indicatoarele de final ale restricției (fundal complet alb) și cele de staționare și parcare interzisă (fundal albastru).
| Indicatorul | Semnificația                                                        | Explicația |
|             | Acces interzis                                                      | Interzice intrarea într-o stradă cu sens unic. Un panou adițional derestricționează drumul pentru categoria de vehicule reprezentată prin respectivul panou.                                    |
|             | Circulație interzisă în ambele sensuri                              | Interzice circulația tuturor vehicule pe ambele sensuri în respectivul sector de drum. Regula panoului suplimentar prezentată mai sus se aplică și aici.                                        |
|             | Acces interzis autovehiculelor cu excepția motocicletelor fără ataș | Interzice circulația autovehiculelor, dar exceptă vehiculele fără motor. |
|             | Acces interzis motocicletelor                                       | Interzice circulația vehiculelor cu două roți și cu motor. |
|             | Acces interzis bicicletelor                                         | Interzice circulația bicicletelor. |
|             | Acces interzis mopedelor                                            | Interzice circulația ciclomotoarelor (mopedelor). |
|             | Acces interzis vehiculelor destinate fără remorcă                   | Interzice circulația vehiculelor pentru transportul de mărfuri (autocamioane, dube, etc). Un panou adițional poate fi instalat pentru a excepta vehiculele care au masa sub cea inscripționată. |
|             | Acces interzis vehiculelor cu remorcă                               | Interzice circulația vehiculelor cu remorcă. |
|             | Acces interzis autobuzelor                                          | Interzice circulația autobuzelor, autocarelor, etc. |
|             | Accesul interzis pietonilor                                         | Interzice circulația pietonilor. |
|             | Acces interzis vehiculelor cu tracțiune animală                     | Interzice circulația vehiculelor tractate de animale (spre exemplu, căruțele tractate de cai).                                                                                                  |
|             | Accesul interzis vehiculelor cu tracțiune umană                     | Interzice circulația vehiculelor tractate (sau împinse) de oameni. |
|             | Acces interzis tractoarelor                                         | Interzice circulația vehiculelor agricole (utilaje, mașinării, etc). |
|             | Acces interzis autovehiculelor                                      | Interzice circulația tuturor vehiculelor motorii (motociclete, automobile, autobuze, autocamioane, etc).                                                                                        |
|             | Acces interzis autovehiculelor și vehiculelor cu tracțiune animală  | Interzice circulația tuturor vehiculelor motorii menționate anterior, dar și a vehiculelor cu tracțiune animală.                                                                                |
|             | Acces interzis vehiculelor cu lățimea maximă                        | Indică lățimea maximă a vehiculelor permise pe sectorul respectiv de drum; vehiculele care depășesc limita respectivă sunt interzise de a circula pe sectorul de drum.                          |
|             | Acces interzis vehiculelor cu înălțimea maximă                      | Indică înălțimea maximă a vehiculelor permise pe sectorul respectiv de drum; vehiculele care depășesc limita respectivă sunt interzise de a circula pe sectorul de drum.                        |
|             | Acces interzis vehiculelor cu masa mai mare                         | Indică greutatea maximă a vehiculelor permise pe sectorul respectiv de drum; vehiculele care depășesc limita respectivă sunt interzise de a circula pe sectorul de drum.                        |
|             | Acces interzis vehiculelor cu masă mai mare                         | Indică greutatea maximă pe o osie simplă a vehiculelor permise pe sectorul respectiv de drum; vehiculele care depășesc limita respectivă sunt interzise de a circula pe sectorul de drum.       |
|             | Acces interzis vehiculelor cu masă mai mare                         | Indică greutatea maximă pe o osie dublă a vehiculelor permise pe sectorul respectiv de drum; vehiculele care depășesc limita respectivă sunt interzise de a circula pe sectorul de drum.        |
|             | Acces interzis vehiculelor cu masă mai mare                         | Indică greutatea maximă pe o osie triplă a vehiculelor permise pe sectorul respectiv de drum; vehiculele care depășesc limita respectivă sunt interzise de a circula pe sectorul de drum.       |
|             | Acces interzis vehiculelor cu lungimea mai mare                     | Indică lungimea maximă a vehiculelor permise pe sectorul respectiv de drum; vehiculele care depășesc limita respectivă sunt interzise de a circula pe sectorul de drum.                         |
|             | Interzis autovehiculelor cu distanța minimă                         | Indică distanța minimă care trebuie păstrată între autovehicule, fiind interzisă încălcarea limitei din indicator.                                                                              |
|             | Virajul la stânga interzis                                          | Interzice maneverele de virare la stânga. |
|             | Virajul la dreapta interzis                                         | Interzice maneverele de virare la dreapta. |
|             | Întoarcerea interzisă                                               | Interzice maneverele de întoarcere (în U). |
|             | Depășirea interzisă                                                 | Interzice depășirea altor autovehicule (exceptând vehiculele cu două roți). |
|             | Depășirea interzisă pentru vehicule mari                            | Interzice depășirea de către vehicule mare (în mare parte autocamioane, dar autocarele pot intra în această categorie).                                                                         |
|             | Limitare de viteza                                                  | Indică limita de viteză în kilometri pe oră. |
|             | Limitare de viteză cu autovehicule                                  | Indică limita de viteză în kilometri pe oră, cu diferențe între categoriile de vehicule. |
|             | Claxonarea interzisă                                                | Interzice utilizarea semnalelor acustice (claxoane, etc). |
|             | Vamă                                                                | Obligă participanții la trafic să oprească la punctul vamal. Inscripții în Română și Franceză.                                                                                                  |
|             | Taxă de trecere                                                     | Obligă participanții la trafic să oprească la stația de taxare. Inscripții în Română și Franceză                                                                                                |
|             | Control Poliție                                                     | Obligă participanții la trafic să oprească la punctul de control al Poliției Rutiere. Inscripții în Română și Franceză.                                                                         |
|             | Sfârșitul tuturor restricților                                      | Indică sfârșitul restricților care se aplicau pe sectorul de drum. |
|             | Sfârșitul limitării de viteză                                       | Indică sfârșitul restricților de viteză care se aplicau pe sectorul de drum. |
|             | Sfârșitul restricției de depășire                                   | Indică sfârșitul restricților de depășire care se aplicau pe sectorul de drum. |
|             | Staționarea interzisă                                               | Interzice parcarea pe drum. Când este acompaniat de săgeți, indică zona unde activează indicatorul.                                                                                             |
|             | Oprirea interzisă                                                   | Interzice oprirea pe drum. Când este acompaniat de săgeți, indică zona unde activează indicatorul.                                                                                              |
|             | Staționarea alternată                                               | Interzice staționarea de orice fel în zilele pare (sus) și impare (jos). |
|             | Zonă de staționare cu durată limitată                               | Indică o zonă în care este interzisă staționarea între un anumit interval inscripționat. |
|             | Sfârșitul zonei de staționare cu durată limitată                    | Indică sfârșitul zonei în care este interzisă staționarea între un anumit interval inscripționat.                                                                                               |
|             | Zonă cu viteză limitată la 30 km/h                                  | Indică o zonă unde există o limită de viteză. Adesea limita este de 30 km/h. |
|             | Sfârșitul zonei cu viteză limitată la 30 km/h                       | Indică sfârșitul zonei unde există o limită de viteză. |
|             | Acces interzis vehiculelor cu explorare                             | Interzice circulația vehiculelor cu material exploziv (TNT, C4, etc) sau cu material inflamabil (automobile cu GPL, GNC, etc) pe sectorul de drum respectiv.                                    |
|             | Acces interzis vehiculelor cu mărfuri periculoase                   | Interzice circulația vehiculelor cu marfă periculoasă (benzină, materiale toxice, radioactive, etc) pe sectorul de drum respectiv.                                                              |
|             | Accesul interzis vehiculelor cu apă                                 | Interzice circulația vehiculelor cu substanțe care pot contamina apele pe sectorul de drum respectiv.                                                                                           |

### Indicatoare de obligare
| Indicatorul | Semnificația                                                             | Explicația                                                                                               |
|             | Înainte                                                                  | Obligă participantul la trafic să meargă drept înainte.                                                  |
|             | La dreapta                                                               | Obligă participantul la trafic să o ia la dreapta (sau în altă variantă, la stânga).                     |
|             | La dreapta                                                               | Presemnalizează o obilgație pentru a lua pe la dreapta (sau în altă variantă, la stânga).                |
|             | Înainte sau la dreapta                                                   | Obligă participantul la trafic să meargă drept înainte, și la dreapta (sau în altă variantă, la stânga). |
|             | Ocolire                                                                  | Obligă participantul la trafic să ocolească semnul pe la dreapta (sau în altă variantă, la stânga).      |
|             | Ocolire                                                                  | Obligă participantul la trafic să ocolească semnul, și pe la dreapta, și pe la stânga.                   |
|             | Intersecție cu sens giratoriu                                            | Obligă participantul la trafic să urmeze circulația în sensul giratoriu.                                 |
|             | Pistă de biciclete                                                       | Obligă pistă bicicliști să utilizeze pista special amenajată.                                            |
|             | Drum obligatoriu pentru categoria de vehicule                            | Obligă autobuzele să folosească o bandă special destinată.                                               |
|             | Pistă pietonală                                                          | Obligă mama cu copil să utilizeze pista special amenajată.                                               |
|             | Delimitarea pistelor de pietoni și biciclete                             | Obligă mama cu copil și pistă de bicicliști să utilizeze pista special amenajată.                        |
|             | Pistă comună de pietoni și biciclete                                     | Obligă pistă de pietoni și de biciclete să utilizeze pista special amenajată.                            |
|             | Viteză minimă                                                            | Obligă participantul la trafic să nu meargă cu o viteză mai joasă față de cea indicată în indicator.     |
|             | Sfârșitul vitezei minime                                                 | Indică finalul obligării de viteză minimă.                                                               |
|             | Lanțuri de zăpadă                                                        | Obligă participantul la trafic să aibă lanțuri la cauciucuri iarna pentru a preveni împotmolirea         |
|             | Direcție obligatorie pentru vehicule care transportă mărfuri periculoase | Obligă respectiva categorie de vehicule indicată să urmeze un traseu specificat.                         |

### Indicatoare orientative
Indicatoarele orientative nu au un format standard, față de celelalte indicatoare. Ele însă, folosesc o codificare pe culori bazată pe destinație. O destinație pe fundal alb cu text negru, spre exemplu, reprezintă o destinație din interiorul unui oraș, iar un indicator pe fundal albastru cu text alb reprezintă o destinație de pe un drum interorășenesc. Fundalul verde reprezintă destinații autostradale.
Pe autostrăzi, semnele sunt amplasate la distanțe mari, în special cele de ieșire (maxim 3000 m).
| Indicatorul | Semnificația | Explicația |
|             | Presemnalizarea direcțiilor la o intersecție de drumuri din afara localității                                                          | Presemnalizează o intersecție între (cel puțin) două drumuri.                                                                                   |
|             | Presemnalizarea direcțiilor la o intersecție denivelată de drumuri                                                                     | Presemnalizează o intersecție denivelată între (cel puțin) două drumuri.                                                                        |
|             | Presemnalizarea direcțiilor indicate                                                                                                   | Presemnalizează direcțiile indicate. |
|             | Presemnalizarea traseului de evitare a localității                                                                                     | Presemnalizează un drum ocolitor pentru un oraș.                                                                                                |
|             | Presemnalizarea direcțiilor într-o intersecție cu sens giratoriu                                                                       | Presemnalizează o intersecție cu sens giratoriu și direcțile sale.                                                                              |
|             | Drum închis sau deschis circulației publice                                                                                            | Indică închiderea drumului pe un anumit sector al acestuia.                                                                                     |
|             | Presemnalizarea traseului de urmat în cazul unei restricții de circulație                                                              | Indică un sector de drum restricționat pentru o anumită categorie de trafic rutier, și varianta sa ocolitoare pentru vehiculele restricționate. |
|             | Presemnalizarea pe autostradă pentru parcare                                                                                           | Presemnalizează o ieșire din autostradă. |
|             | Confirmarea direcței de mers pe autostradă spre localități mai importante și distanțele până la acestea                                | Indică distanța până la câteva orașie și localități enumerate pe autostradă.                                                                    |
|             | Presemnalizarea unui loc periculos, a unei intersecții sau a unei restricții pe un drum lateral                                        | Indică o intersecție, unde o cale ferată face parte din componența sa sau calea ferată se aproprie foarte mult de respectiva intersecție.       |
|             | Presemnalizarea traseului de urmat în vederea efectuării virajului la stânga                                                           | Indică manevra sugerată pentru un viraj interzis.                                                                                               |
|             | Bandă rezervată circulației autovehiculelor de transport public de persoane                                                            | Indică începerea benzii rezervată exclusiv transportului public.                                                                                |
|             | Selectarea circulației pe direcții de mers în apropierea intersecției                                                                  | Indică utilizarea benzilor pe direcții. |
|             | Banda destinată circulației vehiculelor lente                                                                                          | Indică începutul și existența benzii pentru vehicule lente.                                                                                     |
|             | Terminarea benzii de circulație din dreapta a părții carosabile                                                                        | Indică îngustarea unei benzi a carosabilului.                                                                                                   |
|             | Limite de viteză pentru diferite benzi de circulație sau banda de circulație rezervată autovehiculelor de transport public de persoane | Indică utilizarea benzilor după limita de viteză sau categoria vehiculelor.                                                                     |
|             | Direcția spre localitatea indicată | Indică traseul urmat pentru a ajunge într-o localitate.                                                                                         |
|             | Direcția spre autostradă indicată | Indică traseul urmat pentru a ajunge la intrarea autostrăzii.                                                                                   |
|             | Direcția de urmat pentru autovehiculele destinate transportului de mărfuri                                                             | Indică traseul urmat pentru respectiva categorie.                                                                                               |
|             | Direcția spre obiectivul turistic | Indică traseul urmat pentru a ajunge la obiectivul turistic.                                                                                    |
|             | Direcția spre obiective locale | Indică traseul urmat pentru a ajunge în centru sau într-un cartier/într-o zonă.                                                                 |
|             | Direcția spre aeroport | Indică traseul urmat pentru a ajunge la aeroport.                                                                                               |
|             | Direcția de urmat în cazul devierii temporare a circulației                                                                            | Indică traseul deviat. Alte variante includ semne de orientare în formă de pătrat.                                                              |
|             | Drum național | Indică drumul național parcurs de participantul la trafic.                                                                                      |
|             | Drum județean | Indică drumul județean parcurs de participantul la trafic.                                                                                      |
|             | Drum comunal | Indică drumul comunal parcurs de participantul la trafic.                                                                                       |
|             | Drum deschis traficului internațional                                                                                                  | Indică șoseaua europeană parcursă de participantul la trafic.                                                                                   |
|             | Simbolul și numărul autostrăzii | Indică autostrada parcursă de participantul la trafic.                                                                                          |
|             | Intrare în localitate | Indică intrarea într-o localitate slab populată.                                                                                                |
|             | Intrare în localitate | Indică intrarea într-o localitate des populată.                                                                                                 |
|             | Ieșire din localitate | Indică ieșirea dintr-o localitate slab populată.                                                                                                |
|             | Ieșire din localitate | Indică ieșirea dintr-o localitate des populată.                                                                                                 |
|             | Limita de județ | Indică intrarea în județ. O variantă indică ieșirea din județ.                                                                                  |
|             | Curs de apă sau viaduct | Indică numele apei curgătoare sau a văii traversate de șosea.                                                                                   |
|             | Organizarea traficului pe benzi de circulație                                                                                          | Interzice intrarea camioanelor pe banda cea mai apropriată de axul drumului pe autostrăzi.                                                      |
|             | Telefon de urgență (Poliție, ambulanță, Pompieri, Depanare)                                                                            | Indică o zonă cu un telefon de urgență. |

### Indicatoare de informare
Acestea sunt adesea în formă de pătrat (sau dreptunghi) albastru, iar cele verzi sunt pentru autostrăzi.
| Indicatorul | Semnificația                                                                | Explicația |
|             | Trecere pentru pietoni                                                      | Indică o trecere de pietoni, fiind amplasată în dreptul ei. Pentru vizibilitate sporită, aceasta poate include lămpi de proximitate sau margine reflectorizantă. |
|             | Drum fără ieșire                                                            | Indică o fundătură, fiind amplasată în dreptul ei. Pentru vizibilitate sporită, aceasta poate include lămpi de proximitate sau margine reflectorizantă.          |
|             | Limite generale de viteză                                                   | Amplasat la intrarea în țară, indică limitele de viteză pentru categorii de drumuri și de vehicule.                                                              |
|             | Sens unic                                                                   | Indică inceperea sectorului de drum cu sens unic. |
|             | Sens unic                                                                   | Indică drumul cu sens unic la intersecție cu el, amplasat pentru a fi vizibil de pe străzile care se intersectează.                                              |
|             | Autostradă                                                                  | Indică începutul (intrarea) autostrăzii. |
|             | Sfârșit de autostradă                                                       | Indică sfârșitul (ieșirea) autostrăzii. |
|             | Limite maxime de viteză pe autostradă în funcție de condițiile meterologice | Indică limitele de viteză din autostradă. |
|             | Post de prim-ajutor                                                         | Indică prezența unui primul ajutor sau spital. |
|             | Poliția                                                                     | Indică prezența unei secții de poliție. |
|             | Pasaj subteran pentru pietoni                                               | Indică prezența unui scară. |
|             | Stație de autobuz                                                           | Indică o stație de autobuz. |
|             | Stație de tramvai                                                           | Indică o stație de tramvai. |
|             | Stație de taximetre                                                         | Indică o stație de taxiuri. |
|             | Drum pentru autovehicule                                                    | Indică începutul (intrarea) în șoseaua pentru traficul motor (drum express).                                                                                     |
|             | Sfârșitul drumului pentru autovehicule                                      | Indică sfârșitul (ieșirea) șoselei rezervate exclusiv traficului motor.                                                                                          |
|             | Vulcanizare                                                                 | Indică prezența unui serviciu de vulcanizare. |
|             | Telefon                                                                     | Indică un telefon public. |
|             | Stație de alimentare cu carburanți                                          | Indică prezența unui benzinărie. |
|             | Hotel sau motel                                                             | Indică prezența unui hotel. |
|             | Restaurant                                                                  | Indică prezența unui restaurant. |
|             | Bufet sau cofetărie                                                         | Indică prezența unui cafea. |
|             | Teren pentru camping (tabără turistică)                                     | Indică prezența unui teren pentru cort tractară (camping). |
|             | Teren pentru caravane (tabără turistică)                                    | Indică prezența unui teren pentru rulote tractară (camping). |
|             | Teren pentru camping și caravane                                            | Indică prezența unui teren pentru cort și rulotă tractară (camping)                                                                                              |
|             | Loc pentru popas                                                            | Indică prezența unui loc de popas (picnic). |
|             | Cabană pentru turiști                                                       | Indică prezența unei cabane turistice. |
|             | WC public                                                                   | Indică prezența băilor publice (WC). |
|             | Service Auto                                                                | Indică prezența unui atelier. |
|             | Parcare                                                                     | Indică o parcare autorizată fără garaj. Programul poate fi inscripționat pe indicator.                                                                           |
|             | Zonă rezidențială                                                           | Indică începutul unei zone rezidențiale. |
|             | Sfârșitul zonei rezidențiale                                                | Indică sfârșitul unei zone rezidențiale. |
|             | Zonă cu viteză recomandată 30 km/h                                          | Indică începutul unei zone cu viteza recomandată. |
|             | Sfârșitul zonei cu viteză recomandată de 30 km/h                            | Indică sfârșitul unei zone cu viteza recomandată. |
|             | Tunel                                                                       | Indică intrarea în tunel, cu lungimea și numele său inscripționate pe indicator.                                                                                 |
|             | Îmbarcare pe ferry-boat                                                     | Indică prezența unui port-feribot. |
|             | Port                                                                        | Indică prezența unui port. |
|             | Apă potabilă                                                                | Indică prezența unei surse de apă potabilă. |
|             | Control radar                                                               | Indică prezența unui radar rutier (detector de viteză). |
|             | Informații rutiere                                                          | Indică un post de radio, care redă informații rutiere, cu numele și frecvența sa.                                                                                |
|             | Viteza recomandată                                                          | Indică viteza recomandată (sub limita maximă) pe un sector de drum.                                                                                              |
|             | Punct de informare turistică                                                | Indică prezența unui punct de informații, adesea pentru turiști.                                                                                                 |
|             | Denumirea străzi                                                            | Indică numele străzii pe care se află șoferul. Forma standardizată este rar întâlnită, și indicatorul străzii variază de la oraș la oraș.                        |
|             | Zonă pietonală                                                              | Indică începutul zonei pietonale. |
|             | Sfârșitul zonei pietonale                                                   | Indică finalul zonei pietonale. |
|             | Monitorizare trafic                                                         | Indică monitorizarea traficului printr-un centru de control. |
|             | Refugiu rezervat depanării                                                  | Indică un refugiu destinat depanării. |
|             | Presemnalizarea sediului Poliției autostrăzii                               | Indică prezența Poliției Autostrăzilor, și distanța până la postul respectiv.                                                                                    |

### Panouri adiționale
| Panoul | Semnificația | Explicația |
|        | Distanța până la locul la care se referă indicatorul de presemnalizare sau informare sau distanța între indicator și începutul locului periculos | Reprezintă distanța dintre indicator și locul de unde el acționează.                                                          |
|        | Intervalele de timp în care acționează indicatorul                                                                                               | Indică orele când indicatorul respectiv activează.                                                                            |
|        | Categoria de autovehicule la care se referă indicatorul                                                                                          | Indică categoria care la care se referă indicatorul.                                                                          |
|        | Lungimea sectorului periculos la care se referă indicatorul sau începutul și lungimea zonei de acțiune a indicatorului                           | Indică lungimea sectorului de drum la care se referă indicatorul.                                                             |
|        | Începutul, Confirmarea sau Sfârșitul zonei de acțiune a indicatorului                                                                            | Indică intrarea (începerea), continuarea (confirmarea) și ieșirea (sfârșirea) sectorului de drum unde acționează indicatorul. |
|        | Persoane cu handicap | Indică o zonă care se referă la persoanele cu dizabilități (handicap).                                                        |
|        | Parcare cu plată | Indică o parcare cu plată (uneori nu se afișează intervalul).                                                                 |
|        | Distanța până la indicatorul "Oprire" | Indică stop în 50 de metri.                                                                                                   |
|        | Direcția drumului cu prioritate | Linia îngroșată reprezintă drumul cu prioritate.                                                                              |
|        | Ridicare autovehicule parcate neregulamentar | Indică o ridicare a vehiculelor parcate neregulamentar.                                                                       |
|        | Folosirea luminilor de întâlnire | Indică necesitatea luminilor de întâlnire pe respectivul sector de drum.                                                      |
|        | Polei, gheață, zăpadă | Indică condițile când drumul devine periculos.                                                                                |
|        | Polei, ceață, viscol | Indică condițile când drumul devine periculos.                                                                                |
|        | Modalități în care se execută parcarea | Indică modalitățile în care se execută parcarea.                                                                              |
|        | Numărul nodului rutier de pe autostradă | Indică numărul ieșirii de pe autostradă, sau a nodului rutier.                                                                |

## Istorie

Spital semnul întâi cu Litera H

Primele indicatoare de direcție au apărut în jurul anului 1898 sau 1899 pe actualul DN1 între Câmpina și Predeal, alături de câteva borne kilometrice și hectometrice, bazate pe modelul francez existent la vremea lui. Instalarea indicatoarelor și bornelor s-a făcut sub supravegherea inginerului-șef Nestor Urechia, pe atunci profesor la Școala Națională de Poduri și Șosele și persoana responsabilă cu întreținerea drumului.
Ulterior în 1907, primele indicatoare auto au apărut în Regatul României, la inițiativa membrilor Automobil Club al României. Indicatoarele aveau înscrieri și simboluri albe pe un fond negru și erau amplasate la 150 de metri de pericolul respectiv (pasaj la nivel, podișcă, sat, urcuș, coborâș, cotituri, caldarăm rău etc), bazate pe un model identic implementat de către Kaiserreich Automobil-Club în Imperiul Germaniei. Propunerile apăruseră în 1906, la 2 ani după formarea ACR, iar instalarea indicatoarelor era responsabilitatea ACR.
La 15 aprilie 1911, România a ratificat Convenția internațională din 1909 privind circulația autovehiculelor, care a intrat în vigoare la 1 mai 1912. Astfel au fost adoptate primele patru semne universale de circulație: răspântie, cale ferată, cotitură și groapă. Forma și culoarea de fond au fost schimbate, indicatoarele acum fiind cu text și simboluri albe pe un cerc albastru. Acestea au continuat să fie gestionate de ACR. După război, autoritățile au început să monteze și indicatoare rutiere pentru limite de viteză și pentru stații de autobuz și/sau de taximetre. Tot atunci au fost demontate și indicatoarele instalate inițial pe DN1.
La 15 mai 1929, România a ratificat Convenția internațională din 1926 privind traficul auto, care a intrat în vigoare la 24 octombrie 1930. Vechile semne au fost înlocuite cu 6 semne triunghiulare: șanț, curbă, pasaj la nivel păzit, pasaj la nivel nepăzit, și încrucișare, alături de unul pentru pericole generice. Primele 5 indicatoare aveau un fond galben și simboluri negre, alături de inițialele A.C.R.R (Automobil Club Regal Român), iar al șaselea era un triunghi roșu cu marginea groasă și centrul gol. Schema de culori aleasă pentru indicatoare a fost de fond alb cu margini roșii pentru indicatoarele de interdicție și fond albastru cu simboluri și inscripții albe pentru indicatoarele obligatorii și informative. Triunghiurile de avertizare, care erau acum șapte, cu adăugarea atenției, urmau să își păstreze aspectul anterior. Până în 1940, au fost introduse și alte semne, cum ar fi întrecerea interzisă, claxonatul interzis și atențiune la copii.
În ciuda definirii unui set standard de indicatoare rutiere, până în anii 1950, indicatoarele rutiere din România au continuat să fie nestandardizate: conform unor fotografii ale epocii, în unele locuri au apărut și indicatoare rutiere bazate pe modelul german din 1937 și altele instalate de autoritățile locale. Pe multe drumuri din țară indicatoarele rutiere pur și simplu lipseau, așadar, în 1942, o comisie specială, sub patronajul guvernului a fost înființată pentru a gestiona situația. Din această comisie făceau parte reprezentanți ai Ministerului Înzestrării Armatei, Ministerului Lucrărilor Publice, Ministerului Culturii Naționale și ai Automobil Club Regal Român, lucru firesc din moment ce, în raportul anual pe anul 1942, clubul sublinia că, începând cu anul 1910, a fost singurul dispus să fabrice și să monteze semne de circulație în România, din fonduri publice. Unele indicatoare rutiere direcționale au fost montate și de către Oficiul Național de Turism, prin reprezentanții lor locali.
După lovitura de stat de pe 30 decembrie 1947, pe fondul situației politice de atunci, România nu a semnat Protocolul de la Geneva din 1949 privind semnalizarea rutieră, dar și-a păstrat timp de peste 11 ani propriul set de semnalizare. Primele legi rutiere nu prevedeau modele pentru semnele de circulație, aceasta fiind responsabilitatea Miliției, pe baza standardului național existent. Comisia Română de Standardizare, înființată în 1948, a elaborat primul standard privind semnele de circulație în 1950: STAS 1848-50. Toate indicatoarele au avut un fond galben, chiar și cele de interzicere a intrării și a parcării, cele obligatorii și cele de informare, în ceea ce poate fi văzut ca o mișcare de distanțare față de alte indicatoare rutiere din restul Europei. Standardul a fost actualizat pentru prima dată în 1957, introducându-se, printre altele, semnele de lucrări rutiere și de stop, acesta din urmă având un design special: un cerc galben cu o margine roșie și un triunghi echilateral albastru înscris, îndreptat în sus. STAS 1848 a mai fost modificat ulterior de mai multe ori din 1950, pentru a reflecta schimbările din legislația națională sau aderarea la acorduri și protocoale internaționale.

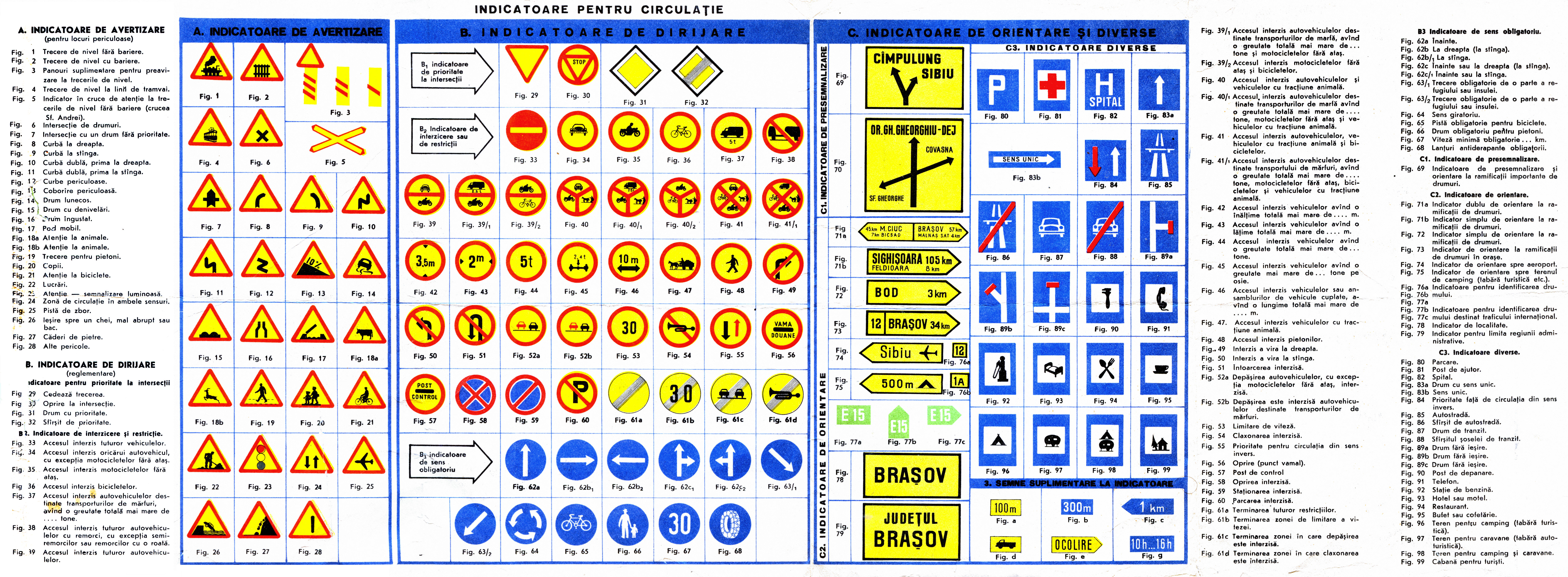
Setul de indicatoare rutiere din 1966

La 5 decembrie 1960, RP Romînă a ratificat Protocolul de la Geneva din 1949 privind semnalizarea rutieră și a denunțat convenția din 1931, iar anul următor a fost implementat STAS 1848-61, care a adus schimbări majore asupra design-ului indicatorelor rutiere, printre care:
- Apariția unor indicatoare noi, printre care: circulația vehiculelor cu tracțiune animală interzisă, drum cu prioritate și post de control.
- Schimbarea indicatoarelor de obligare, mai ales culoarea de fond (din galben în albastru).
- Schimbarea culorii negre de la marginea indicatoarelor de avertizare în roșu.

Pe 29 aprilie 1966, odată cu semnarea decretului nr 328, setul de indicatoare a fost actualizat, introducând și conceptul de drumuri Europene în țară, alături de indicatoarele rutiere pentru autostrăzi și drumuri expres, printre altele. România a semnat Convenția asupra Traficului Rutier și Covenția asupra Semnalizării Rutiere de la Viena pe 8 noiembrie 1968, ceea ce a asimilat standardele Românești cu cele Europene. Pe 15 mai 1970, culoarea de fond a indicatoarelor a fost schimbată din galben în alb (cu excepția celor pentru șantiere rutiere).
Odată cu semnarea Acordului European pe 1 mai 1971, indicatorul pentru STOP a fost schimbat din varianta B2b a convenției de la Viena în varianta B2a cu octagonul roșu. Pe lângă asta, marcajele rutiere pentru treceri pietonale au fost schimbate din linii punctate în "zebre", culoarea pentru indicatoarele de direcție a fost schimbată din galben cu negru în albastru cu alb, iar indicatorul pentru autostradă a fost schimbat din albastru în verde, pentru a nu face confuzie cu restul drumurilor din țară înaintea deschiderii tronsonului București-Pitești a autostrăzii A1 în 1972. 
De atunci, singurele schimbări majore care s-au petrecut în seturile ulterioare de indicatoare rutiere a implicat schimbarea designului pictogramelor sau a aspectului unor indicatoare, printre care:
- "Cedează trecerea", de jure schimbat în 1986, de facto schimbarea a fost implementată începând cu anii 2000.
- Indicatoarele orientative de asemenea au fost schimbate în anul 1986 în cele actuale.[3]

Variantă locală a indicatorului rutier de "Stop" din Buzău

Așadar, ultimele schimbări majore au avut loc în 1986 și/sau 2004, iar după implementarea actualului standard din 2011 au mai apărut și alte indicatoare și marcaje rutiere. Totuși, până și în ziua de astăzi, se instalează indicatoare rutiere nestandardizate, fie de către primării sau de către comune, care montează sau înlocuiesc indicatoarele vechi sau avariate fie cu cele provenite din alte țări (de obicei Italia), fie cu aspect propriu, total diferite față de ce se află în standardele actuale. De asemenea, unele indicatoare rutiere existente au inscripții bilingve, adesea fiind regăsite în zonele vorbitoarea de limbă maghiară din România. Alte indicatoare nu au fost amplasate deloc, chiar dacă există în standardele actuale (podul mobil, sau, până în 2022, cel pentru drumuri expres, apărut cu 56 de ani în urmă).
| Evoluția indicatorului STOP în România |      |      |      |      |      |      |      |
|                                        |      |      |      |      |      |      |      |
| 1957                                   | 1961 | 1966 | 1970 | 1971 | 1977 | 1986 | 2011 |

## Vezi și
- Comparație între indicatoarele rutiere din Europa

## Legături externe
Materiale media legate de Indicatoarele rutiere din România la Wikimedia Commons
Stop Sign Editabil Online
- Regulamentele privind indicatoarele rutiere din România

1. ↑  File de istorie 1904 - 2020, ACR, 30 noiembrie 2010
2. ↑  DECRET 328 29/04/1966 - Portal Legislativ, legislatie.just.ro
3. ↑  Ispas-ilie-costinel (18 aprilie 2015), STAS 1848-1-86 Indicatoare Rutiere, dokumen.tips, arhivat din original la 20 iulie 2022, accesat în 20 iulie 2022